# Antwon Hoard
Antwon Hoard (Chicago, 30 novembre 1972) è un ex cestista statunitense naturalizzato francese.

## Biografia
È il padre di Jaylen Hoard, a sua volta cestista.